# Después de ver
Después de Ver es el debut y primer álbum de estudio del grupo musical argentino La Franela. Fue publicado el 25 de agosto de 2009, el álbum contiene 10 canciones y en colaboración con Germán Daffunchio. El grupo surge del distanciamiento del guitarrista Daniel "Piti" Fernández de Los Piojos, y el 26 de noviembre de 2008, fundó su nueva banda «La Franela». Muchas de las canciones de este álbum son composiciones de Daniel "Piti" Fernández que no quedaron en álbum Civilización (2007) de Los Piojos, y quedaron para el álbum debut de su nueva banda.

## Fondo
El álbum fue grabado, mezclado y producido por Martín "Túcan" Bosa, entre febrero hasta abril de 2009 en los estudios Del Abasto Monsterland y La Franela, mezclado en Tucansonic por Martín Bosa y Álvaro Villagra. Este álbum contiene géneros musicales como Rock, Reggae y Música latina. El álbum fue editado por Tocka Discos, fabricado y distribuido por SONY Music Entertainment (FYN S.A.) en 2009, en formato Digipak. El álbum fue presentado en un concierto en La Trastienda Club, el 14 de agosto de 2009, antes de su lanzamiento oficial.
El álbum fue grabado rápido, tuvos pocos ensayos, entre 5 días se ensayaba a la semana por la necesidad de mostrar los temas nuevos con "urgencia", según Martín Bosa. También Muchas de las canciones del álbum son composiciones de Daniel "Piti" Ferández que quedaron fuera del álbum Civilización (2007) de Los Piojos. En las grabaciones del 11 de marzo de 2009, en el cumpleaños de Fernández, se grabó las voces de la canción «Pasarás» con Germán Daffunchio.

## Videografía
| Título              | Año  | Detalles                                                  | Máxima posición ARG | Reproducciones                 |
| ------------------- | ---- | --------------------------------------------------------- | ------------------- | ------------------------------ |
| «Lo Que Me Mata»    | 2009 | - Publicado: 3 de octubre de 2009 - Sello: PopArt Discos  | 17                  | 2.4 millones Video en YouTube. |
| «Todos los Vientos» | 2010 | - Publicado: 12 de mayo de 2010 - Sello: PopArt Discos    | 15                  | 4.6 millones Video en YouTube. |
| «Magia»             | 2010 | - Publicado: 15 de octubre de 2010 - Sello: PopArt Discos | 14                  | 1.8 millones Video en YouTube. |
| «Pasarás»           | 2011 | - Publicado: 1 de junio de 2011 - Sello: PopArt Discos    | —                   | 1.8 millones Video en YouTube. |

## Lista de canciones
Los créditos están adaptados de las notas del álbum.

Todas las letras escritas por Daniel "Piti" Fernández, excepto «Pasarás» y «Después de Ver».
| Canciones de Después de Ver |                                   |                                      |                                      |                                      |          |  |
| N.º                         | Título                            | Letras                               | Música                               | Vocalista                            | Duración |  |
| 1.                          | «Llega el Tren»                   | Daniel Fernández                     | Daniel Fernández                     | Daniel Fernández                     | 4:17     |  |
| 2.                          | «Lo Que Me Mata»                  | Daniel Fernández                     | Daniel Fernández                     | Daniel Fernández                     | 3:48     |  |
| 3.                          | «Magia»                           | Daniel Fernández                     | Daniel Fernández                     | Daniel Fernández                     | 4:01     |  |
| 4.                          | «Pasarás» (con Germán Daffunchio) | Germán Daffunchio                    | Germán Daffunchio Daniel Fernández   | Germán Daffunchio Daniel Fernández   | 3:35     |  |
| 5.                          | «Calor y Dolor»                   | Daniel Fernández                     | Daniel Fernández                     | Daniel Fernández                     | 3:43     |  |
| 6.                          | «Después de Ver»                  | José María de Diego Daniel Fernández | José María de Diego Daniel Fernández | José María de Diego Daniel Fernández | 4:08     |  |
| 7.                          | «Hielo»                           | Daniel Fernández                     | Daniel Fernández                     | Daniel Fernández                     | 4:27     |  |
| 8.                          | «Del Otro Lado del Mar»           | Daniel Fernández                     | Daniel Fernández                     | Daniel Fernández                     | 3:37     |  |
| 9.                          | «Todos los vientos»               | Daniel Fernández                     | Daniel Fernández                     | Daniel Fernández                     | 4:40     |  |
| 10.                         | «Akanakena»                       | Daniel Fernández                     | Daniel Fernández                     | Daniel Fernández                     | 2:33     |  |
| 38:44                       |                                   |                                      |                                      |                                      |          |  |

## Personal
| - Daniel Alberto Fernández — voz, guitarra - José María De Diego — voz, coros - Carlos Francisco Aguilar — guitarra, ukelele, mandolina, charango, coros - Diego Chavéz — guitarra, pandereta - Lucas Emiliano Rocca — bajo - Diego Hernán Módica — batería, percusión - Pablo Ignacio Ávila — saxofón, flauta traversa - Diego Martín Bosa — guitarra, teclado, acordeón, xilófono - Facundo Farías Gómez — percusión - Germán Daffunchio — voz, coros (en «Pasarás») - * Miguel "Chucky" de Ipola — teclados | - Diego Martín Bosa — mezcla de audio, ingeniero de audio, producción - Álvaro Villagra — mezcla de audio, masterizado - María Allemand — arte del álbum (portada) |